# Collectief brein
Een collectief brein of Group mind is een concept uit het sciencefictiongenre dat gebruikt wordt voor directe communicatie tussen de hersenen van een groep mensen. Hierdoor wordt het mogelijk om snel kennis te delen, krijgen de gebruikers telepathische vermogens of ontstaat zelfs een gezamenlijke intelligentie. De eerste vermelding van zo'n toepassing was mogelijk in het boek Last and First Men uit 1930 van Olaf Stapledon. Een ander beroemd voorbeeld is het systeem Multivac dat Isaac Asimov in meerdere van zijn boeken heeft beschreven, wel met steeds wisselende specificaties.
Wanneer de techniek ertoe leidt dat de aangesloten individuën hun identiteit en vrije wil verliezen spreekt men van een hive mind, zoals bij de Borg in Star Trek.